# سیدرضا اورنگ
سید رضا نقی‌نژاداورنگ، معروف به اورنگ ۲۸ فروردین ۱۳۴۰ در تهران به دنیا آمده است. کودکی و نوجوانی‌اش در تهران گذشت. از همان کودکی شیفته ادبیات و سینما بود. ۸ سال بیشتر نداشت که تماشاگر فیلم‌های سینمایی شد. این عشق هرگز در وجودش سرد یا خاموش نشد. علاقه اش به ادبیات و سینما باعث شد وارد حرفه روزنامه‌نگاری شده و در عرصه نقد فیلم فعال باشد.
اورنگ در رشته کارشناسی زبان و ادبیات فارسی تحصیل کرده و همچنین دوره عالی فیلمنامه‌نویسی را در مرکز اسلامی آموزش فیلمسازی (باغ فردوس) گذرانده است.
حدود ۴۰ سال است سینما، فرهنگ و ادبیات، هم پیشه او بوده و هم دلبستگی‌اش. همچنین آثار زیادی در عرصه شعر و داستان‌نویسی دارد. وی صدها مقاله نیز دربارهٔ سینما، ادبیات، تئاتر و … نوشته است.
سال‌ها به عنوان دبیر تحریریه، عضو شورای سردبیری و همچنین معاون سردبیر روزنامه بانی فیلم فعالیت داشت. مطالب او در این نشریه و بسیاری از رسانه‌های کشور منتشر شده است.
در تلویزیون هم به عنوان فیلمنامه‌نویس، نویسنده، تهیه‌کننده، کارگردان، محقق، مجری طرح و مدیر تولید فعالیت داشته است. ثمره این فعالیت‌ها چندین برنامه، فیلم بلند و سریال تلویزیونی بوده که از شبکه‌های مختلف سیما پخش شده‌اند.
اورنگ همچنین به عنوان کارشناس سینما و منتقد در برنامه‌های مختلف رادیو و تلویزیون حضور داشته است.
در کنار این فعالیت‌ها به تحقیق، پژوهش و تدریس ادبیات و سینما نیز مشغول بوده. او همواره تلاش کرده است نسلی جدید را با هنر اصیل ایرانی آشنا کند.
در ادامه تعدادی از آثار تلویزیونی که در آنها با سمت‌های گوناگونی فعالیت داشته آمده است:

## آثار
| سمت                                                    | عنوان‌برنامه                    | پخش                         |
| مدیر تولید مجموعه مستند                                | خیالی سازی                     | شبکه ۲                      |
| مدیر تولید مجموعه مستند                                | غروب غریب                      | شبکه ۲                      |
| مدیر تولید مجموعه مستند                                | یاد یار                        | شبکه تهران                  |
| مجری طرح مجموعه مستند                                  | قضا و قضاوت در اسلام           | شبکه ۴                      |
| مدیر تولید برنامه روتین دربارهٔ جشنواره فیلم فجر        | هامش هجدهم                     | شبکه ۴                      |
| تهیه‌کننده و کارگردان مجموعه برنامه                     | آیه‌های خاطره                   | شبکه قرآن                   |
| کارگردان و مدیر برنامه انتخاباتی ریاست جمهوری دوره نهم | برای فردا                      | شبکه تهران                  |
| کارگردان آیتم‌های غیر زنده                              | برنامه زنده واما امروز         | شبکه تهران                  |
| کارگردان مجموعه مستند                                  | بوی بهشت                       | شبکه ۳                      |
| تهیه‌کننده و کارگردان                                   | مستند ربذه                     |                             |
| تهیه‌کننده و کارگردان                                   | مستند نیاسر                    |                             |
| تهیه‌کننده و کارگردان                                   | مستند صنعتی سدید               |                             |
| کارگردان مجموعه مستند                                  | ۱۲۰ دقیقه‌ای صنعتی نفت          | شرکت ملی مناطق نفت خیز جنوب |
| کارگردان برنامه                                        | مسیر توسعه                     | شبکه‌های ۱٬۲٬۳               |
| نویسنده مجموعه                                         | قصه‌های شهرک سینمایی            | شبکه ۳                      |
| نویسنده مجموعه                                         | منزل مامان آفاق                | شبکه ۱                      |
| نویسنده مجموعه                                         | زیر گذر                        | شبکه تهران                  |
| نویسنده فیلم بلند                                      | پیشنهاد بی شرمانه به نقاش مرده | رسانه‌های تصویری             |
| نویسنده مجموعه                                         | جنگ ماه باران                  | شبکه ۲                      |
| نویسنده فیلم بلند                                      | جنگ در بهشت                    | شبکه ۴                      |
| بازنویسی فیلم بلند                                     | بدل                            | شبکه ۱                      |
| نویسنده مجموعه طنز                                     | زیر آسمان شهر ۱                | شبکه ۳                      |
| نویسنده فیلم بلند                                      | ابراهیم                        | شبکه قرآن                   |
| تهیه‌کننده و کارگردان                                   | پلیس حرم                       | نیروی انتظامی-ناجی هنر      |